# 宁多夫 (汉堡)
宁多夫（Niendorf），德国汉堡市艾姆斯比特尔区的次区。总面积12.7平方公里，总人口4 0145（2013年12月31日）。